# Дубенка (гміна)
Гміна Дубенка (пол. Gmina Dubienka) — сільська гміна у східній Польщі. Належить до Холмського повіту Люблінського воєводства.
Станом на 31 грудня 2011 у гміні проживало 2497 осіб.

## Площа
Згідно з даними за 2007 рік площа гміни становила 96.26 км², у тому числі:
- орні землі: 66.00 %
- ліси: 20.00 %

Таким чином, площа гміни становить 5.41 % площі повіту.

## Населення
Станом на 31 грудня 2011:
| Опис     | Загалом | Загалом | Чоловіки | Чоловіки | Жінки | Жінки |
| -------- | ------- | ------- | -------- | -------- | ----- | ----- |
| одиниця  | осіб    | %       | осіб     | %        | осіб  | %     |
| все      | 2497    | 100     | 1231     | 49.30    | 1266  | 50.70 |
| міське   | 0       | 100     | 0        |          | 0     |       |
| сільське | 2497    | 100     | 1231     | 49.30    | 1266  | 50.70 |

## Сусідні гміни
Гміна Дубенка межує з такими гмінами: Білопілля, Городло, Дорогуськ, Жмудь.

## Історія
До 1975 р. гміна належала до Грубешівського повіту. За даними Варшавського статистичного комітету у гміні Дубенка у 1909 р. мешкало 7,3 тис. осіб, у тому числі 14,2 % православних і 28,5 римо-католиків (у 1905 р.: 15,6 % православних і 27 % римо-католиків).